# Афанасово (сельское поселение село Кудиново)
Афанасово — деревня в Малоярославецком муниципальном районе Калужской области. Входит в сельское поселение «Село Кудиново». Находится на реке Лужа.

## История
В 1613-м году Афанасово — пустошь села Юрьевское Лужецкого стана Боровского езда.
В 1782 году сельцо Афанасово.

## Население
| 2002 | 2010 |
| ---- | ---- |
| 27   | ↘3   |

## Здесь родились
- Разуваева, Анастасия Илларионовна(1929) — передовик сельскохозяйственного производства, Герой Социалистического труда (1966).